# آبشار هوئلو-هوئلو
آبشار هوئلو-هوئلو (به انگلیسی: Huilo-Huilo Falls) آبشاری است که در شیلی واقع شده و ارتفاع کلی ریزشگاه آن ۴۰ متر است.